# جيك ريد
جيك ريد (بالإنجليزية: Jake Reed)‏ (13 مايو 1991 في المملكة المتحدة - ) هو لاعب كرة قدم بريطاني في مركز الهجوم. لعب مع نادي سودبوري وداغنهام وريدبريدج وغريت يارموث تاون ‏ ولوستوفت تاون ‏.

## وصلات خارجية
- جيك ريد على موقع قاعدة بيانات كرة القدم.إي يو (الإنجليزية)
- جيك ريد على موقع Soccerbase.com (لاعب) (الإنجليزية)